# Alexandr Pučkov
Alexandr Pučkov (rusky Александр Николаевич Пучков, 25. března 1957 Uljanovsk – 9. října 2024) byl sovětský atlet, běžec, sprinter a překážkář.

## Sportovní kariéra
Na začátku 80. let 20. století patřil k předním evropských překážkářům. V roce 1980 získal bronzovou medaili v olympijském finále běhu na 110 metrů překážek. O dva roky později se stal halovým mistrem Evropy v běhu na 60 metrů překážek.